# 木陇街道
木陇街道是中华人民共和国贵州省黔西南布依族苗族自治州兴义市下辖的一个街道办事处。2019年7月11日设立。

## 行政区划
木陇街道下辖以下村级行政区划单位：
步马社区、木陇社区、马别社区、同源社区、王母社区、麻山社区、大龙潭社区、新隆社区。